# Матија Вујачић Typoвић
Матија Вујачић Typовић био је народни јунак и говорник, учествовао је у српско-црногорским ратовима против Турака у ХIX веку и Невесињском устанку 1875. године.

## Биографија
Буљубаша Матија Вујачић Typовић Тура, рођен је 1817. годи не у Драбњаку, у Љевишта, од оца Радавана Вујачића Тура, сенатора и ускочког првака. Иcтакао се у борбама с Турцима 1877. и 1878 године и за испољено јунаштво одликован сребрном Медаљом за храброст и Медаљом битке на Грахову 1858. и златном Медаљом за храбраст 1875-1878.
Пресељење Матије у Србију политичкаг је карактера: неслагање са црногорским књазом Николом Петровићем Његошем и сенатором Новицом Церовићем због односа према ратним заслугама црногорских и херцеговачких јунака. Матија Туровић је важио међу Ускоцима и Дробњацима као истакнути јунак и као познати народни говорник. Био је цењен и поштован у Херцеговини и северној Црној Гори.